# (6168) Isnello
(6168) Isnello es un asteroide perteneciente al cinturón de asteroides, región del sistema solar que se encuentra entre las órbitas de Marte y Júpiter, descubierto el 5 de marzo de 1981 por Henri Debehogne y el también astrónomo Giovanni de Sanctis desde el Observatorio de La Silla, Chile.

## Designación y nombre
Designado provisionalmente como 1981 EB1. Fue nombrado Isnello en homenaje a Isnello, un pueblo ubicado en el parque natural de Madonie en Sicilia, ha sido famoso por sus tradicionales bordados refinados. Ahora se está convirtiendo en un importante centro de astronomía con la realización del Parco Astronomico delle Madonie, un centro internacional dedicado a la divulgación e investigación en astronomía.

## Características orbitales
Isnello está situado a una distancia media del Sol de 3,167 ua, pudiendo alejarse hasta 3,367 ua y acercarse hasta 2,966 ua. Su excentricidad es 0,063 y la inclinación orbital 2,570 grados. Emplea 2058,73 días en completar una órbita alrededor del Sol.

## Características físicas
La magnitud absoluta de Isnello es 12,8. Tiene 10,28 km de diámetro y su albedo se estima en 0,152. 